# أنديرس جون أونه
أنديرس جون أونه هو سياسي نرويجي، ولد في 1 مايو 1923 في Stjørna Municipality ‏ في النرويج، وتوفي في 13 نوفمبر 2011. نشط حزبياً في حزب العمال.

## مناصب
- انتخب County Governor of Finnmark  [لغات أخرى]‏ (1974 – 1989).
- انتخب County Governor of Finnmark  [لغات أخرى]‏ (1963 – 1965).
- انتخب عضو برلمان النرويج  [لغات أخرى]‏ عن دائرة Finnmark electoral division ‏ وقد انضم خلال فترته النيابية ‏ (1 أكتوبر 1989 – 30 سبتمبر 1993) للكتلة البرلمانية Future for Finnmark [الإنجليزية]‏.
- انتخب عضو برلمان النرويج  [لغات أخرى]‏ عن دائرة Finnmark electoral division ‏ وقد انضم خلال فترته النيابية ‏ (1969 – 1973) للكتلة البرلمانية حزب العمال.